# Cavalleria (territori)
Una cavalleria era als països de la Corona d'Aragó el patrimoni de casa i terres concedit a un cavaller, suficient per al seu manteniment i amb l'obligació de tenir sempre disposats un cavall i armes per al servei del seu senyor.
Al Principat de Catalunya, la cavalleria és esmentada ja als Usatges i als Costums de Tortosa. Constituïa el patrimoni concedit al grau inferior de la jerarquia feudal, però sovint era concedida directament pel rei —Jaume I encara n'atorgà— per tal com el fet de posseir una cavalleria obligava el seu propietari a prendre part en les hosts reials.
Arran de la conquesta de Mallorca i de Menorca, al segle xiii, fou una unitat de terra que serví per al repartiment. A Mallorca, els posseïdors d'una cavalleria tenien l'obligació de mantenir un cert nombre de cavalls armats per a la defensa de l'illa. Els titulars de les cavalleries rebien les terres en qualitat de feu, d'acord amb els usatges. Els cavallers exercien la jurisdicció civil i criminal baixa i podien percebre rendes i drets senyorials. El nombre de cavalls armats es fixà en 43 a la part reial i 60 a la part dels magnats. L'extensió de les cavalleries de la part reial era variable, encara que les dimensions usuals eren de 20 jovades (aproximadament unes 227 ha). A Menorca, també foren atorgades directament pel rei.
A València, la cavalleria concedida pels nobles, o cavalleria d'honor, procedent de l'època de la conquesta, era també anomenada cavalleria de conquesta. A Aragó, enfront de la caballería de honor donada pels rics homes, hi havia la caballería de mesnada o mesnadería, que, a diferència d'aquella, no era perpètua, sinó només mantinguda mentre durés el servei.